# بحيرة تشونغارا
بحيرة تشونغارا هي بحيرة في أقصى شمال تشيلي ، في إقليم أريكا وبارينكوتا في جبال الألتيبلانو ، وهي واحدة من أعلى البحيرات في العالم بارتفاع 4500 متر فوق سطح البحر، وتحيط بها مجموعة من القمم المغطاة بالثلوج، مثل مجموعة جبال باياشاتاس، والتي تتكون من بركان باريناكوتا وبوميراب، وجبل نيفادو ساخاما، وجبال جوالاتيري .
تعد البحيرة ضمن منتزه لاوكا الوطني ، وتتدفق مياهها عبر نهر تشونغارا، مع بعض التدفقات الإضافية الطفيفة، وتفقد معظم مياهها بالتبخر ، تشكل هذه البحيرة مستوى التوازن لحوض داخلي، ولكن هناك إجماع واسع النطاق على أن جزءًا من مياهها تحت الأرض يغذي بحيرات كوتاكوتاني، أي حوض نهر لاوكا.